# Жълта звезда
Жълтата звезда, или лата, е специален отличителен знак още от средновековието, който се е носел от евреите пришит към дрехите, за да се различават и да бъдат контролирани на определена територия.
Представлява жълт плат във формата на давидова звезда. Носена е в мюсюлманските и християнските страни.

## Нацистки режим
Отново e въведен през 1933 г. от нацистите, посредством които е наложен и в цяла Европа. Отделен е въпросът доколко се е спазвало изискването за сегрегация към евреите въз основа на този знак.
Жълтата звезда е трябвало да се носи като андреевския кръст на санбенитото – отпред и отзад на горното облекло в съответствие с нацистката расова политика и за да може да се различи евреинът от всяко лице от друг етнически произход.
В допълнение към това често от евреите се е изисквало да носят бели ленти с давидова звезда, а понякога с такива звезди са били белязани еврейските жилища – къщи и апартаменти.
Всички съветски военнопленници-евреи са носили върху дрехите си жълта звезда. В страните от Западна Европа, за разлика от Източна Европа и Съветския съюз, това изискване се въвежда доста по-късно и в по-мека форма като част от дискриминационните мерки, явно с оглед опасността за Вермахта от саботажи и диверсии и предвид стремглавото настъпление в дълбочина на територията на СССР. При блицкрига на изток зад Вермахта в гръб остава огромен тил. В Нидерландия носенето на жълта звезда е въведено едва на 9 май 1942 г., а в окупираната зона на Франция – на 29 май 1942 г.
В страните от Оста също се използва жълтата звезда като отличителен знак спрямо евреите – от около 22 май 1941 г. всички евреи в Хърватия са били длъжни да я носят. Легендата разказва, че единственото изключение е Дания, където датският крал Кристиан X, когато научил за изискването за носенето на жълти звезди от датските евреи, си сложил този отличителен знак на дрехите си, заявявайки, че всички датчани са равни, а изискването следва да се отменени. Също и българските евреи са принудени да носят жълтата звезда по сила на Закона за защита на нацията, който влиза в сила на 23 януари 1941 г. с подпис на цар Борис III.

## Афганистан
Изискването за носене на жълта звезда все още се среща и в ислямски страни. Ислямисткият режим на талибаните в Афганистан през 2001 г. налага с правителствен указ на представителите на индуисткото малцинство да излизат с жълт знак на публични места. Това е част от плана за разделяне на талибаните и идентификация на членовете на религиозните малцинства от мюсюлманската общност.
Това изискване води до протести и до осъждането му в Индия и Съединените щати, като тежко нарушение на религиозната свобода. Председателят на Антиклеветническата лига Авраам Фоксман веднага прави паралела на постановлението на талибаните с практиката в Нацистка Германия срещу евреите. В САЩ някои конгресмени и сенатори си слагат жълти значки по време на дебата по този въпрос като демонстрация на солидарност с индуисткото малцинство в Афганистан.